# Alison Krauss
Alison Maria Krauss (Decatur, 23 luglio 1971) è una cantante e violinista statunitense.
Tra le artiste di maggior successo nella storia della musica country, Krauss ha vinto nella sua carriera 27 Grammy Awards.
Entrata nel mondo dell'industria musicale in gioventù, la sua musica ha contribuito enormemente alla diffusione del genere bluegrass, sia attraverso i numerosi lavori in studio realizzati, sia attraverso l'utilizzo dei suoi lavori come parte di colonne sonore in numerosi film.

## Biografia
Alison Maria Krauss è nata a Decatur, da genitori originari di Columbus. Cresciuta a Champaign, Illinois. Ha iniziato a studiare il violino classico all'età di cinque anni, passando ben presto al genere bluegrass. La Krauss ha detto che iniziò ad occuparsi di musica a causa di sua madre, la quale voleva occupazioni interessanti per la figlia oltre allo sport. A soli otto anni iniziò a partecipare a concorsi per talenti locali ed a dieci aveva già la sua band. A 13 anni vinse il Campionato di violino del Walnut Valley Festival e la Società per la Conservazione dei Bluegrass in America la definì come la "Fiddler più promettente del Midwest". Sempre attorno al 1984, durante un festival, ebbe il suo primo incontro con Dan Tyminski, suo attuale compagno di lavoro negli Union Station.

### 1985-1991: Gli inizi
Alison fece il suo debutto discografico nel 1985 insieme al fratello Viktor. A 12 anni si esibì con il bassista e compositore John Pennell in una band chiamata Silver Rail, sostituendo la loro precedente violinista Andrea Zonn. Pennell più tardi cambiò il nome della band in Union Station. Successivamente in quello stesso anno firmò per la Rounder Records e, nel 1987, a 16 anni, pubblicò il suo album di debutto Too Late to Cry con la Union Station come band di supporto. L'album di debutto solista venne seguito nel 1989 dalla prima collaborazione vera e propria con gli Union Station. L'album comprendeva i brani tradizionali, Wild Bill Jones e Beaumont Rag, insieme a una interpretazione bluegrass di Midnight Rider degli Allman Brothers. Nel 1990 pubblicò l'album solista Got That Old Feeling, suo primo album a salire nelle classifiche di Billboard. Questo album fu un punto importante nella sua carriera, perché le fruttò il primo Grammy Award, col singolo Rails Steel. Got That Old Feeling fu anche il suo primo video musicale.

### 1992-1999: Fama crescente

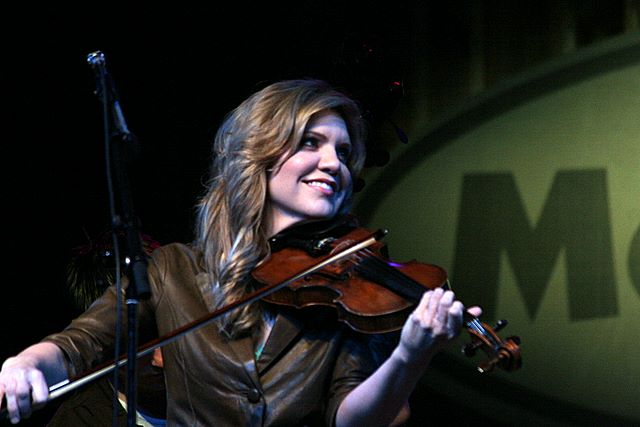
Alison nel 2007

Il secondo Album di Alison con gli Union Station, Everytime You Say Goodbye, uscì sul mercato nel 1992, e la portò a vincere il secondo Grammy per il miglior album bluegrass dell'anno. Ha poi aderito al Grand Ole Opry nel 1993 all'età di 21 anni. Ha inoltre collaborato su un progetto con la Cox Family nel 1994, un album di bluegrass. Sempre nel 1994, Alison collaborò con Suzy Bogguss, Kathy Mattea, e Crosby, Stills & Nash e contribuì con Teach Your Children per l'album beneficio AIDS Red Hot + Country prodotto dalla Red Hot Organization. Una raccolta di versioni precedenti e alcune cover delle sue opere preferite di altri artisti, venne pubblicato nel 1995. Una cover di Keith Whitley When You Say Nothing at All raggiunse altissime posizioni nelle classifiche del paese; l'album vendette due milioni di copie diventando doppio disco di platino. Alison fu nominata anche ai Country Music Association dove vinse tutti i premi. Nel 1997 è la volta di un nuovo album con gli Union Station, So Long So Wrong, che vinse un Grammy per il miglior album bluegrass. L'album successivo, l'album Forget About It, uscito nel 1999, fu insignito del disco d'oro e si piazzò tra i primi 75 della Billboard 200 e nelle prime cinque posizioni della classifica.

### Dal 2000 ad oggi
Il loro album successivo, New Favourite, uscì il 14 agosto 2001 e vinse un altro Grammy come Miglior Album Bluegrass, con il singolo The Lucky One. Nel 2002 fu pubblicato un doppio live. Sia l'album che il DVD, registrati durante un concerto al The Palace di Louisville, furono premiati col doppio disco di platino.
Nel 2007 la Krauss registrò un album in collaborazione con Robert Plant, Raising Sand che ottenne il disco di platino. Raising Sand vinse 5 Grammy Awards tra cui Album of the Year, Best Contemporary Folk / Americana Album e Record of the Year (per il singolo Please Read the Letter). L'ultimo album di Alison Krauss & Union Station, Paper Airplane è uscito ad aprile 2011 ed è risultato vincente ai Grammy Awards 2012 vincendo nelle categorie Best Engineered Album, Non-Classical e Best Bluegrass Album.

## Discografia

### Album in studio
- 1986: Different Strokes (con Jim Hoiles e Swamp Weiss)
- 1987: Too Late to Cry
- 1989: Two Highways (con Union Station)
- 1990: I've Got That Old Feeling
- 1992: Every Time You Say Goodbye (con Union Station)
- 1994: I Know Who Holds Tomorrow (con the Cox Family)
- 1997: So Long So Wrong (con Union Station)
- 1999: Forget About It
- 2001: New Favorite (con Union Station)
- 2004: Lonely Runs Both Ways (con Union Station)
- 2007: Raising Sand (con Robert Plant)
- 2011: Paper Airplane (con Union Station)
- 2017: Windy City
- 2021: Raise the Roof (con Robert Plant)